# Gian Francesco Biandrate di San Giorgio Aldobrandini
Gian Francesco Biandrate di San Giorgio Aldobrandini (né le 7 avril 1545 à Casale di Monferrato au Piémont, alors dans le marquisat de Montferrat et mort le 16 juillet 1605  à Lucques) est un cardinal italien de la fin du XVIe siècle et du début du XVIIe siècle. Il est un parent du cardinal Giovanni Antonio Sangiorgio (1493).

## Biographie
Gian Francesco Biandrate di San Giorgio Aldobrandini est notamment référendaire au tribunal suprême de la Signature apostolique, gouverneur de Norcia et Montagna, gouverneur de Camerino, président de Romagne, gouverneur de Bologne, protonotaire apostolique supernumerarius, gouverneur des Marches, gouverneur de Pérouse et gouverneur de Rome. Biandrate est nommé évêque d'Acqui en 1585.
Il est créé cardinal par le pape Clément VIII lors du consistoire du 5 juin 1596. Le cardinal Biandrate est légat dans les Marches, gouverneur d'Ascoli et Montalto, colégat en Ferrare et abbé commendataire de Caramagna. En 1603 il est transféré au diocèse de Faenza.
Le cardinal Biandrate di San Giorgio Aldobrandini participe aux deux conclaves de 1605 (élections de Léon XI et de Paul V).